# Преславска планина
Преславска планина е планина във вътрешната структурна ивица на Източния Предбалкан, в области Търговище и Шумен, между река Голяма Камчия и левият ѝ приток Врана.

## Географска характеристика
Планината е разположена в посока запад-изток с дължина около 25 km и максимална ширина до 8 km. На запад Търговищкият пролом (Боаза) на река Врана (ляв приток на Голяма Камчия) я отделя от платото Кедикбалкан, а на изток проломът на река Голяма Камчия – от Драгоевска планина. На юг със стръмни склонове се спуска към историко-географската област Герлово, а по северното ѝ подножие преминава условната граница между Източната Дунавска равнина (респективно Търговищкото поле) и Източния Предбалкан.
Билото на планината е плоско, широко, със средна надморска височина от 600 – 700 m, със слабо откроени върхове. Най-високата точка е връх Голяма Въшкадалница (723,4 m), издигащ се в източната ѝ част. Има силно развити карстови форми. Изградена е от нагънати долнокредни варовити и мергелни пластове на голямата гънка на Преславската антиклинала.
Изцяло е обрасла с габърови и церови гори, примесени с липа, ясен и др. По северните варовити склонове са останали малки площи с реликтни и ендемични растителни видове (конски кестен и др.), които се опазват в резервата – Дервиша. Почвите са сиви горски и рендзини. Северното и южното подножие на планината е заето от лозя и овощни градини. Планината е от международно значение за опазването на гнездящия тук световно застрашен вид ливаден дърдавец.

## Селища
По северното ѝ подножие са разположени град Велики Преслав и селата Имренчево, Кралево, Мостич, Овчарово и Стража, а по южното ѝ подножие – селата Иваново, Копрец, Методиево, Преселец, Пролаз, Търновца и Черковна.

## Транспорт
По двете крайни подножия (западно и източно) на планината преминават участъци от два пътя от Държавната пътна мрежа:
- На запад, през Търговищкият пролом (Боаза) на река Врана, на протежение от 5,1 km – участък от първокласен път № 4 Ябланица – Велико Търново – Шумен.
- На изток, през пролома на река Голяма Камчия, на протежение от 12,8 km – участък от първокласен път № 7 Силистра – Шумен – Ямбол – ГКПП „Лесово“.

## Забележителности
На няколко километра от гр. Търговище, близо до прохода Боаза се намира откритият древен град Мисионис (Крумово кале).
По известни хижи са „Младост“ (618 м н.м), „Соколите“ (600 м н.м).

## Други
На Преславската планина е наречена улица в квартал „Дървеница“ в София (Карта).

## Фотогалерия
- Река Голяма Камчия между Преславска и Драгоевска планина
- Изглед към Преславската планина и прохода „Боаза“ (вдясно), а в далечината язовир „Поляница“
- Изглед към Преславската планина и прохода „Боаза“, горе вдясно хижа „Младост“
- Хижа „Младост“

## Топографска карта
- Лист от карта K-35-30. Мащаб: 1 : 100 000.